# Žalm 76

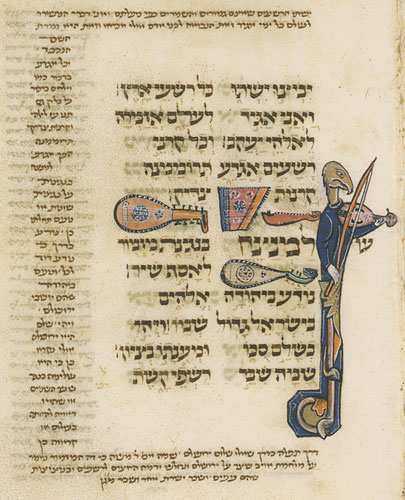
Hebrejský zápis žalmu 76 v Žaltáři z Parmy (okolo roku 1280)

Žalm 76 (Slavný je Bůh v Judsku, lat. Notus in Judea Deus, podle řeckého překladu žalm 75) je součástí starozákonní Knihy žalmů. 

## Text
| verš | hebrejský originál                                      | český překlad                                                                                       | latinský překlad (Vulgata)                                                                                         |
| ---- | ------------------------------------------------------- | --------------------------------------------------------------------------------------------------- | --- |
| 1    | לַמְנַצֵּחַ בִּנְגִינֹת; מִזְמוֹר לְאָסָף שִׁיר                            | [Pro předního zpěváka. Za doprovodu strunných nástrojů. pro Asafa. Píseň .]                         | [In finem in laudibus psalmus Asaph canticum ad Assyrium]                                                          |
| 2    | נוֹדָע בִּיהוּדָה אֱלֹהִים; בְּיִשְׂרָאֵל, גָּדוֹל שְׁמוֹ                     | Slavný je Bůh v Judsku, v Izraeli má veliké jméno.                                                  | Notus in judea Deus in Israhel magnum nomen eius                                                                   |
| 3    | וַיְהִי בְשָׁלֵם סוּכּוֹ; וּמְעוֹנָתוֹ בְצִיּוֹן                           | Jeho stánek je v Salemu, jeho příbytek na Siónu.                                                    | Et factus est in pace locus eius et habitatio eius in Sion                                                         |
| 4    | שָׁמָּה, שִׁבַּר רִשְׁפֵי-קָשֶׁת; מָגֵן וְחֶרֶב וּמִלְחָמָה סֶלָה                  | Tam zlomil blesky luku, štít, meč a válečné zbraně.                                                 | Ibi confregit potentias arcuum scutum et gladium et bellum                                                         |
| 5    | נָאוֹר, אַתָּה אַדִּיר-- מֵהַרְרֵי-טָרֶף                              | Přišels, Přemocný, v záři světla z odvěkých hor.                                                    | Inluminas tu mirabiliter de montibus aeternis                                                                      |
| 6    | אֶשְׁתּוֹלְלוּ, אַבִּירֵי לֵב-- נָמוּ שְׁנָתָם;וְלֹא-מָצְאוּ כָל-אַנְשֵׁי-חַיִל יְדֵיהֶם | Odvážní byli oloupeni, spí svým spánkem, zemdlely ruce všem rekům.                                  | Turbati sunt omnes insipientes corde dormierunt somnum suum et nihil invenerunt omnes viri divitiarum manibus suis |
| 7    | מִגַּעֲרָתְךָ, אֱלֹהֵי יַעֲקֹב; נִרְדָּם, וְרֶכֶב וָסוּס                      | Na tvou hrozbu, Jakubův Bože, ztrnuly vozy i koně.                                                  | Ab increpatione tua Deus Iacob dormitaverunt qui ascenderunt equos                                                 |
| 8    | אַתָּה, נוֹרָא אַתָּה--וּמִי-יַעֲמֹד לְפָנֶיךָ; מֵאָז אַפֶּךָ                  | Tys hrozný. Kdo může před tebou obstát, když vzplane tvůj hněv?                                     | Tu terribilis es et quis resistet tibi ex tunc ira tua                                                             |
| 9    | מִשָּׁמַיִם, הִשְׁמַעְתָּ דִּין; אֶרֶץ יָרְאָה וְשָׁקָטָה                        | Z nebe jsi vynesl rozsudek: země se zděsila a zmlkla,                                               | De caelo auditum fecisti iudicium terra timuit et quievit                                                          |
| 10   | בְּקוּם-לַמִּשְׁפָּט אֱלֹהִים-- לְהוֹשִׁיעַ כָּל-עַנְוֵי-אֶרֶץ סֶלָה               | když Bůh povstal k soudu, aby pomohl všem poníženým v zemi.                                         | Cum exsurgeret in iudicium Deus ut salvos faceret omnes mansuetos terrae                                           |
| 11   | כִּי-חֲמַת אָדָם תּוֹדֶךָּ; שְׁאֵרִית חֵמֹת תַּחְגֹּר                         | Vždyť zuřivé Edomsko bude tě chválit, kdo zbyli v Ematu, budou tě slavit.                           | Quoniam cogitatio hominis confitebitur tibi et reliquiae cogitationis diem festum agent tibi                       |
| 12   | נִדְרוּ וְשַׁלְּמוּ, לַיהוָה אֱלֹהֵיכֶם: כָּל-סְבִיבָיו--יֹבִילוּ שַׁי, לַמּוֹרָא    | Čiňte sliby a plňte je Hospodinu, svému Bohu, všichni, kdo jste kolem něho, přineste dary Hroznému! | Vovete et reddite Domino Deo vestro omnes qui in circuitu eius adferent munera terribili                           |
| 13   | יִבְצֹר, רוּחַ נְגִידִים; נוֹרָא, לְמַלְכֵי-אָרֶץ                       | On krotí pýchu knížat a děsí pozemské krále.                                                        | Et ei qui aufert spiritus principum terribili apud reges terrae                                                    |

## Užití v liturgii

### V křesťanství
V katolické církvi jej svatý Benedikt z Nursie v rámci benediktinské řehole začlenil do modliteb pátečních laud.
Při modlitbě breviáře se čte pro během modlitby v poledne o druhé a čtvrté neděli v liturgickém mezidobí.

### V judaismu
V judaismu je žalm recitován první den před svátkem Sukot.

## Užití v hudbě
Mezi významná hudební zpracování žalmu 76 patří díla těchto autorů:
- Marc-Antoine Charpentier H.179, H.206 (1690)
- Jean-Baptiste Lully LWV 77/15